# Psychotria thorelii
Psychotria thorelii är en måreväxtart som beskrevs av Charles-Joseph Marie Pitard. Psychotria thorelii ingår i släktet Psychotria och familjen måreväxter. Inga underarter finns listade i Catalogue of Life.